# Vulcanella cribrifera
Vulcanella cribrifera är en svampdjursart som först beskrevs av William Johnson Sollas 1888.  Vulcanella cribrifera ingår i släktet Vulcanella och familjen Pachastrellidae.
Artens utbredningsområde är havet utanför Kap Verde. Inga underarter finns listade i Catalogue of Life.